# چالدن
چالدن (به انگلیسی: Chaldon) یک روستا و محله مدنی در بریتانیا است که در Tandridge واقع شده‌است. چالدن ۴٫۷۲ کیلومتر مربع مساحت و ۱٬۷۳۵ نفر جمعیت دارد.